# L-selektrid
L-selektrid je organoboran používaný jako redukční činidlo v organické chemii při redukci ketonů v Overmanově syntéze strychninu.
Za určitých podmínek může L-selektrid selektivně redukovat enony konjugovanou nukleofilní adicí hydridu, protože vytváří silnější sterické napětí než hydridový reaktant na karbonylovém uhlíku vzhledem k (rovněž elektrofilní) pozici β. L-selektrid také stereoselektivně redukuje karbonylové skupiny 1,2-mechanismem, což je také způsobeno sterickými vlastnostmi hydridu.
N-selektrid a K-selektrid jsou obdobné sloučeniny, které mají místo lithného kationtu kation sodný či draselný. Používají se někdy místo L-selektridu, například při redukcích sodných amalgámů v anorganické chemii.
L-selektrid se rovněž používá při výrobě léčiva aprepitantu.